# Anurostreptus rugosus
Anurostreptus rugosus är en mångfotingart som beskrevs av Carl Graf Attems. Anurostreptus rugosus ingår i släktet Anurostreptus och familjen Harpagophoridae. Inga underarter finns listade i Catalogue of Life.